# Jimmy Bond (músico)
James Edward Bond, Jr. (27 de enero de 1933 – 26 de abril de 2012), conocido como Jimmy Bond, fue un contrabajista, arraglista y compositor estadounidense que actuó y grabó junto a numerosas estrellas del jazz, blues, folk y el rock desde los años 50 a los años 80.

## Biografía
Bond nació en Filadelfia, donde aprendió a tocar el contrabajo y la tuba y estudió orquestación y composición. Entre 1950 y 1955 asistió a la prestigiosa Escuela Juilliard de Nueva York. Al mismo tiempo tocó el contrabajo en los clubes de Philadelphia, compartiendo escenario con músicos como Charlie Parker,  Thelonious Monk y Gene Ammons. Tras finalizar sus estudios, tocó regularmente con algunas de las principales figuras del jazz de la época, como Chet Baker, Ella Fitzgerald y Sonny Rollins, y en 1958 comenzó a actuar con George Shearing.
Se mudó a Los Ángeles en 1959, donde se convirtió en el bajista de la banda del club Renaissance en Sunset Boulevard, donde coincidió con Ben Webster. Art Pepper, Jim Hall y Jimmy Giuffre, además de grabar con Paul Horn. Desde 1962 ejerció como músico de sesión,  participando en centenares de grabaciones hasta comienzos de los 70, cubriendo toda clase de estilos, desde el jazz al rock, pop, folk o el Góspel. Formó parte del prestigioso grupo de músicos de sesión conocido como The Wrecking Crew asociados al productor Phil Spector. Entre los artistas para los que grabó se encuentran Randy Newman, Frank Zappa, Tim Buckley, The Jazz Crusaders, Nina Simone, Lightnin' Hopkins, Jimmy Witherspoon, Linda Ronstadt, Henry Mancini, Lou Rawls, Tony Bennett y B.B. King. También trabajó como arreglista para productores como Nik Venet, David Axelrod entre otros, así como compositor de jingles.
Falleció en 2012, a los 79 años de edad a consecuencia de un fallo cardiopulmonar.

## Discografía
Con Curtis Amy
- Groovin' Blue (Pacific Jazz, 1961) junto a Frank Butler

Con Earl Anderza
- Outa Sight (Pacific Jazz, 1962)

Con Louis Bellson
- Big Band Jazz from the Summit (Roulette, 1962)

Con Tim Buckley
- Goodbye and Hello (Elektra, 1967)

Con Terry Gibbs
- That Swing Thing! (Verve, 1961)

Con Joe Gordon
- Lookin' Good! (Contemporary, 1961)

Con Paul Horn
- Something Blue (HiFi Jazz, 1960)
- The Sound of Paul Horn (Columbia, 1961)

Con The Jazz Crusaders
- Freedom Sound (Pacific Jazz, 1961)
- Lookin' Ahead (Pacific Jazz, 1962)
- The Festival Album (Pacific Jazz, 1966)

Con Irene Kral
- Wonderful Life (Mainstream, 1965)

Con Julie London
- Feeling Good (Liberty, 1965)

Con Gerry Mulligan
- If You Can't Beat 'Em, Join 'Em! (Limelight, 1965)
- Feelin' Good (Limelight, 1966)

Con Art Pepper
- Smack Up (Contemporary, 1960)
- Intensity (Contemporary, 1960)

Con Gerald Wilson
- You Better Believe It! (Pacific Jazz, 1961)
- Moment of Truth (Pacific Jazz, 1962)

Con Jimmy Woods
- Awakening!! (Contemporary, 1962)